# Presbistus appendiculatus
Presbistus appendiculatus är en insektsart som beskrevs av Bragg 200. Presbistus appendiculatus ingår i släktet Presbistus och familjen Aschiphasmatidae. Inga underarter finns listade i Catalogue of Life.